# Georg Adam von Starhemberg (1961)

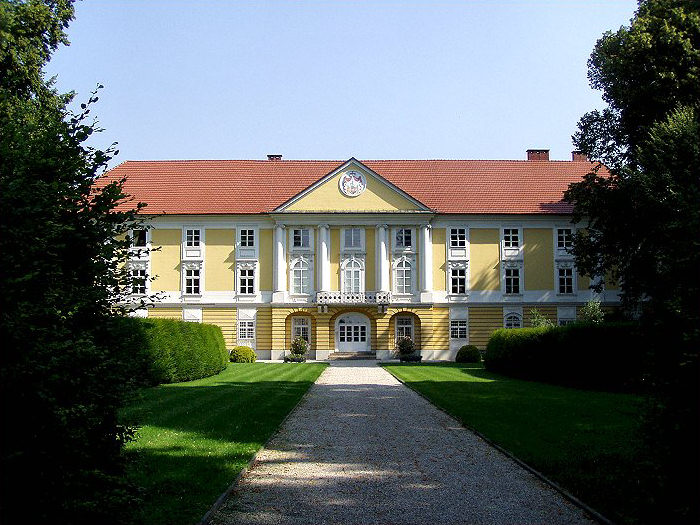
Slot Starhemberg te Eferding.

Georg Adam (Gocki) Salvator Franz Josef Ernst Rüdiger Camillo Mari 9e Fürst von Starhemberg (Klagenfurt, 7 april 1961) is sinds 30 januari 1997 de 9e vorst en hoofd van het hoogadellijke Huis Starhemberg.

## Biografie
Starhemberg werd geboren als telg van het hoogadellijke vorstenhuis Starhemberg en als zoon van Franz Joseph Graf von Starhemberg (1933-1995) en Itha Hauninger Edle von Haueningen (1938). Op 11 juli 1994 werd hij bij familieverdrag geadopteerd door zijn verwant Heinrich von Starhemberg, 8e Fürst von Starhemberg (1934-1997) die ongehuwd overleed; deze adoptie werd gerechtelijk bevestigd op 23 oktober 1994. Na het overlijden van de laatste werd hij daarmee titulair vorst (Duits: Fürst) en hoofd van het Huis Starhemberg. Daarmee draagt hij ook de titels heer van Schaunberg, Wassenberg, Eferding, enz. en bewoont het stamslot van het geslacht te Eferding.
Starhemberg trouwde in 1988 met Deda Gräfin von Abensberg und Traun (1961) met wie hij vier kinderen kreeg, onder wie de Erbgraf Constantin (1992), de vermoedelijke opvolger als vorst en chef van het huis.
Starhemberg is Ridder in de Orde van het Gulden Vlies.